# Eleição municipal de Governador Valadares em 2016
A eleição municipal de Governador Valadares em 2016 foi realizada para eleger um prefeito, um vice-prefeito e 21 vereadores no município de Governador Valadares, no estado brasileiro de Minas Gerais. Foram eleitos André Luiz Coelho Merio (PSDB) e Luciano de Oliveira e Silva para os cargos de prefeito(a) e vice-prefeito(a), respectivamente. Seguindo a Constituição, os candidatos são eleitos para um mandato de quatro anos a se iniciar em 1º de janeiro de 2017. A decisão para os cargos da administração municipal, segundo o Tribunal Superior Eleitoral, contou com 203 793 eleitores aptos e 50 552 abstenções, de forma que 24.81% do eleitorado não compareceu às urnas naquele turno.

## Antecedentes
Nas eleições de 2012, Elisa Costa (PT), candidata à reeleição, começou nas pesquisas em 3º lugar, atrás do ex-prefeito Rui Moreira (PSB) e do ex-vice-prefeito Augusto Barbosa (PSDB). Na reta final da campanha, Elisa já liderava todas as pesquisas. Venceu as eleições com 32,29% dos votos válidos. Andre Merlo, que em 2012 era do PDT, só conseguiu 25,7% dos votos válidos, ficando em segundo lugar.

## Campanha
O slogan da campanha de André Merlo foi "Um novo jeito de fazer", candidatando-se ao cargo pela segunda vez pela coligação "Valadares tem jeito". Durante a campanha o candidato declarou: “Acredito que política, assim como tudo na vida, se faz com cidadania, comprometimento, diálogo, verdade, coragem e competência para gerar resultados, colocando o desenvolvimento da cidade acima de interesses partidários” 
O candidato baseou sua campanha em propostas de investimentos na área da saúde, segurança nas escolas, integração das políticas de assistência social, revitalização de espaços públicos, investimentos em segurança e políticas de valorização da cultura local.

## Resultados

### Eleição municipal de Governador Valadares em 2016 para Prefeito
A eleição para prefeito contou com 4 candidatos em 2016: Glêdston Gomes de Araújo do Partido dos Trabalhadores, Andre Luiz Coelho Merlo do Partido da Social Democracia Brasileira, Joao Kenned de Oliveira do Partido Republicano Progressista (1989), Ricardo Fernando Pedrosa do Patriota (Brasil) que obtiveram, respectivamente, 9 752, 106 905, 1 115, 14 167 votos. O Tribunal Superior Eleitoral também contabilizou 24.81% de abstenções nesse turno.
| Candidato(a)                     | Vice                                  | Coligação                                        | Votos recebidos | Percentual |
| -------------------------------- | ------------------------------------- | ------------------------------------------------ | --------------- | ---------- |
| Andre Luiz Coelho Merlo (PSDB)   | Luciano de Oliveira e Silva           | Valadares Tem Jeito                              | 106905          | 81.03%     |
| Ricardo Fernando Pedrosa (PATRI) | José Feliciano Coelho                 | Patriota (sem coligação)                         | 14167           | 10.74%     |
| Glêdston Gomes de Araújo (PT)    | Cledio Matos de Carvalho              | Frente Gv Popular                                | 9752            | 7.39%      |
| Joao Kenned de Oliveira (PRP)    | Valdean Carlos Pinheiro do Nascimento | Partido Republicano Progressista (sem coligação) | 1115            | 0.85%      |

### Eleição municipal de Governador Valadares em 2016 para Vereador
Na decisão para o cargo de vereador na eleição municipal de 2016, foram eleitos 21 vereadores com um total de 139 377 votos válidos. O Tribunal Superior Eleitoral contabilizou 6 438 votos em branco e 7 426 votos nulos. De um total de 203 793 eleitores aptos, 50 552 (24.81%) não compareceram às urnas.
| Nome                           | Partido político                           | Coligação                                          | Votos recebidos | Percentual |
| ------------------------------ | ------------------------------------------ | -------------------------------------------------- | --------------- | ---------- |
| Enes Candido Damacena Junior   | Movimento Democrático Brasileiro (MDB)     | A Força Que Vem do Povo                            | 3340            | 2.4%       |
| Paulo Marcos Costa             | Partido Democrático Trabalhista (PDT)      | Partido Democrático Trabalhista (sem coligação)    | 2915            | 2.09%      |
| Iracy de Matos Moreira Barbosa | Solidariedade (SD)                         | Por uma Valadares Mais Solidaria                   | 2151            | 1.54%      |
| Alberto Junior Pinto Coelho    | Partido Democrático Trabalhista (PDT)      | Partido Democrático Trabalhista (sem coligação)    | 2013            | 1.44%      |
| José Roberto da Neiva Ferreira | Partido Democrático Trabalhista (PDT)      | Partido Democrático Trabalhista (sem coligação)    | 1972            | 1.41%      |
| Wagner Fabiano dos Santos      | Partido da Mobilização Nacional (PMN)      | Restaura Valadares                                 | 1902            | 1.36%      |
| Jacob Rodrigues da Silva Neto  | Partido Socialista Brasileiro (PSB)        | A Força Que Vem do Povo                            | 1779            | 1.28%      |
| Elias Antonio de Jesus         | Partido Socialista Brasileiro (PSB)        | A Força Que Vem do Povo                            | 1704            | 1.22%      |
| Rosemary Mafra Nunes Leite     | Partido Comunista do Brasil (PCdoB)        | Frente GV Popular                                  | 1632            | 1.17%      |
| Alessandro de Oliveira Ferraz  | Partido Humanista da Solidariedade (PHS)   | Partido Humanista da Solidariedade (sem coligação) | 1479            | 1.06%      |
| Geremias Ferreira de Brito     | Partido Social Liberal (PSL)               | Por uma Valadares Mais Solidaria                   | 1382            | 0.99%      |
| Valdeci Gomes Barcelos         | Partido Progressista (PP)                  | Partido Progressista (sem coligação)               | 1338            | 0.96%      |
| Regino da Silva Cruz           | Partido Trabalhista Brasileiro (PTB)       | Unidos por uma Valadares Melhor                    | 1337            | 0.96%      |
| Rildo Monteiro Pereira         | Partido Social Cristão (PSC)               | Partido Social Cristão (sem coligação)             | 1311            | 0.94%      |
| Romilton de Oliveira Silva     | Democratas (DEM)                           | Democratas (sem coligação)                         | 1304            | 0.94%      |
| Robson Mouffarreg Drumond      | Partido Republicano da Ordem Social (PROS) | Unidos por uma Valadares Melhor                    | 1227            | 0.88%      |
| Julio Cesar Tebas de Avelar    | Partido Verde (PV)                         | Restaura Valadares                                 | 1142            | 0.82%      |
| Antonio Carlos de Souza        | Partido dos Trabalhadores (PT)             | Frente GV Popular                                  | 1085            | 0.78%      |
| Marcilio Alves da Silva        | Movimento Democrático Brasileiro (MDB)     | A Força Que Vem do Povo                            | 1079            | 0.77%      |
| Daniel Cesario Gonçalves       | Partido Humanista da Solidariedade (PHS)   | Partido Humanista da Solidariedade (sem coligação) | 928             | 0.67%      |
| Leonardo Silva Gloria          | Partido Social Democrático (PSD)           | Vamos Mudar Valadares                              | 904             | 0.65%      |

## Análise
Após vitória com 81,03% dos votos, uma das mais expressivas votações já registradas na cidade, André Merlo comemorou por ser o primeiro prefeito de Governador Valadares nascido na cidade. Após ser eleito, em entrevista ao G1 o candidato declarou: “Esse é o resultado da união. Em 2012 tivemos uma grande divisão política e Valadares sofreu nesses últimos quatro anos”. Segundo ele, a prioridade é organizar a administração municipal e alcançar excelência na gestão dos recursos públicos.
Eleito com uma proposta de renovação do jeito de fazer política, André Merlo foi contraditório ao contratar sua filha, Sophia Merlo, para ser chefe de gabinete. André Merlo é investigado por suposto caixa dois na campanha municipal de 2012.